# Mogi Mirim Esporte Clube
O Mogi Mirim Esporte Clube é um clube brasileiro da cidade paulista de Mogi Mirim, do interior do estado de São Paulo, fundado em 1º de fevereiro de 1932. Suas cores são vermelho e branco e é popularmente conhecido como Sapão. Atualmente está licenciado desde 2023

## História
Sabe-se que o Mogi Mirim Esporte Clube foi fundado em 01 de fevereiro de 1932 na cidade de Mogi Mirim, próxima a Campinas, interior de São Paulo. Apesar de haver bastante tempo desde sua fundação, o Mogi só começou a, de fato, destacar-se no estado a partir da década de 80, quando Wilson de Barros assumiu a gestão do clube.
Com Wilson financiando e organizando o Sapão, o clube venceu a segunda divisão do estado em 1985 e chegou à elite. Desta forma, chegamos aos anos 90, quando foi o ápice do Mogi Mirim. Em 1991, o Mogi fez um Paulistão bem inconstante, e o presidente optou por reconstruir a equipe com jovens apostas. Assim, o então preparador físico Vadão, de 36 anos, foi escolhido para comandar o Sapão no ano seguinte.
Ficou famoso no Campeonato Paulista de 1993, tendo ganhado a alcunha de "Carrossel Caipira", graças a formação tática adotada em 1992, com estilo parecido ao do Carrossel holandês na Copa de 74. O encaixe do elenco foi perfeito. De tanto girar, o Carrossel Caipira atordoou adversários por onde passou. Utilizando o esquema tático 3-5-2, Rivaldo deixava a posição de centroavante para se alternar entre a meia e a ponta esquerda, Capone era zagueiro, mas também fazia papel de volante e Leto e Válber davam velocidade ao ataque, com grande troca de posições.
Tamanho foi o êxito do elenco comandado por Vadão que em 1992 o Sapo conquistou o título da "Copa 90 Anos da Federação Paulista de Futebol" e do Grupo Amarelo do Campeonato Paulista. Por pouco o time não chegou à final do Paulistão, mas contou com o artilheiro da competição - Válber, com 20 gols.
No ano seguinte, o Carrossel continuou a girar realizando belas partidas, como quando venceu a forte equipe do Palmeiras no Palestra Itália, por 2 a 1, além de ter vencido o Torneio Ricardo Teixeira e conquistado o vice do Torneio João Havelange, em partida decidida nos pênaltis contra o Vasco da Gama, sendo esta a última competição do Carrossel Caipira.
Em 1993, outra boa campanha, e o desmanche do elenco foi inevitável. Seus principais destaques acabaram saindo para equipes da elite nacional. 
Após o auge, o Mogi voltou à inconstância, mas ainda mantinha um bom nível em âmbito estadual, disputando, por algumas vezes, a elite. Em 2008, Wilson de Barros faleceu e, a própria cidade pediu para que Rivaldo assumisse o comando administrativo.
Em 2010 o Mogi Mirim entrou no Paulistão, com o intuito de não cair, isso porque em 2009 escapou por pouco de um rebaixamento, conseguiu ficar seguro no meio da tabela, na 12ª colocação com 24 pontos, e assim conquistando uma vaga para a Copa Paulista que seria disputada no segundo semestre. Na Copa Paulista, o Mogi Mirim não conseguiu passar da 1ª fase.[carece de fontes?]
Em 2012, no Campeonato Paulista, o Mogi Mirim conseguiu se classificar em 6º lugar para as quartas de final, perdendo para a equipe do Santos de Neymar por 2 a 0 na Vila Belmiro, mesmo assim conquistou a vaga para disputar o Troféu do Interior, conquistando o título. Com uma campanha notável e brilhante, o Mogi Mirim conseguiu uma vaga para o Campeonato Brasileiro da Série D do ano seguinte. Na série D, o Mogi avançou até às semifinais e conquistou o tão sonhado acesso à Série C. Na semifinal, enfrentou o CRAC, sendo eliminado pela equipe goiana, o Sapão não conseguiu a vaga à decisão da competição, mas não importava mais, pois o Mogi Mirim já havia sido promovido à Série C de 2013.
No ano de 2013, o Sapão consegue mais um feito honroso em sua história, chegando às semifinais do Campeonato Paulista, eliminando o Botafogo-SP por 6 a 0. Nas semifinais, acabou sendo eliminado por 5 a 4 nos pênaltis pelo Santos depois de jogar de igual para igual e ter ficado 1 a 1 no tempo normal. Com isso o Mogi chegou na Série C de 2013 como um dos favoritos ao título do campeonato. Após diversas polêmicas, o clube foi eliminado da Série C e a sua vaga nas quartas-de-final foi repassada para o Betim.
Depois de três campanhas notáveis no Campeonato Paulista de Futebol o Mogi Mirim decepcionou o seu torcedor. Depois de um início sem muito destaque, o time apenas brigou para não cair. Livrou-se apenas na última rodada, com a vitória de 4 a 0 sobre a Ponte Preta em Campinas. Já na Série C, teve ótimos resultados durante o campeonato na fase de grupos. Nas oitavas-de-finais, o clube empatou em casa por 0 a 0 e avançou às semifinais da Série C. Já com a vaga assegurada e garantida à Série B de 2015, o Mogi teve um duro confronto na semifinal contra o Paysandu, amargando uma derrota de 4 a 1. Já sem muitas chances de uma vaga à final da competição, o Mogi Mirim ganhou em casa por 2 a 1, sendo assim eliminado nas semifinais da Série C.
Em 2015, o Mogi Mirim veio empolgado para o Paulistão após ter conquistado a tão sonhada vaga à Série B, fazendo um campeonato seguro. Já para a disputa da Série B, o Mogi foi um fracasso total, ficando na última colocação com apenas 23 pontos em 38 jogos, sendo apenas 4 vitórias, 11 empates e 23 derrotas, 8 pontos atrás do penúltimo colocado, o Boa Esporte, com 31 pontos e foi rebaixado à Série C de 2016.
Após o ano anterior conturbado, a FPF decide que o Campeonato Paulista deveria mudar, e que os números de participantes na primeira divisão deveriam diminuir, por isso, o Campeonato Paulista de 2016 teria um numero maior de equipes rebaixadas. O Mogi Mirim foi rebaixado mais uma vez, agora à  Série A2. Na Série C, o Mogi novamente lutou para não cair, e de quebra perdeu 4 pontos por escalar um jogador irregular, mas se manteve na Série C.
No ano de 2017, o Mogi Mirim foi rebaixado na penúltima colocação na Série A3, novamente fazendo uma má campanha. Já na Série C, o Mogi Mirim foi rebaixado com duas rodadas de antecedência, após ser goleado pelo Volta Redonda por 4 a 0. O clube também perdeu por W.O. contra o Ypiranga, por má gestão. Para fechar o ano, a equipe ainda foi goleada por 8 a 1 para o Joinville.
Em 2018, o Estádio Vail Chaves foi interditado por problemas estruturais, além da falta de laudos do Corpo de Bombeiros. Dessa forma, o Mogi teve que mandar seus jogos em Itapira. Diante de uma série de problemas, o resultado não poderia ser diferente. Com apenas 7 pontos, a queda para a Série A4 foi inevitável. Na Série D, acabou sendo eliminado na primeira fase da competição, ficando, portanto, sem divisão para 2019.
Sem calendário nacional, além de acumular diversas dívidas, O Mogi Mirim optou por retirar o clube de competições profissionais. Assim, de 2019 à 2020, o Sapão da Mogiana se licenciou de competições profissionais.[carece de fontes?]
Depois de mais de dois anos longe dos gramados, o Mogi Mirim retornou ao futebol profissional, desta vez disputando a Série A4, mas para a frustração da torcida, a equipe foi eliminada na primeira fase da Série A4.[carece de fontes?]
Em junho de 2023, o clube teve sua transformação em Sociedade Anônima do Futebol (SAF) aprovada e, desde então, procura investidores para a compra de até 90% desta. No mesmo ano o clube retornou para a disputa da Série A4, desta vez, o clube chegou ao fundo do poço e foi rebaixado para a quinta divisão do campeonato paulista.

## Mascote
O time ganhou a figura de um sapo como mascote porque na região onde a cidade foi fundada em meados do século XVII pelo Bandeirante Bartolomeu Bueno da Silva, o Anhanguera, havia muitos brejos com uma impressionante quantidade de sapos. Após a fundação do clube, o anfíbio tornou-se a mascote e foi aprovada pela população da cidade.

## Rivalidades
O Mogi Mirim possui rivalidades com o Guarani de Campinas, União São João, XV de Piracicaba, Ponte Preta, Guaçuano e Itapirense.

## Sedes e estádios

### Estádio Vail Chaves
Seu estádio, que já teve o nome mudado várias vezes, iniciou se chamando Estádio Vail Chaves. Teve seu nome mudado para Estádio Wilson Fernandes de Barros após uma obra de expansão no ano de 1993, idealizada pelo ex-presidente do clube, Wilson Fernandes de Barros; tem capacidade para 19 mil pessoas. Na reinauguração do estádio após a reforma, o Mogi Mirim derrotou o time do Palmeiras pelo placar de 4 a 2. No ano de 2006 o estádio teve o nome modificado para Estádio Papa João Paulo II. Novamente no final de 2010, por pedido do novo presidente do clube, Rivaldo, o estádio teve seu nome alterado para Estádio Romildo Vitor Gomes Ferreira. No ano de 2016, com a troca de gestão, o estádio novamente passou a ser chamado de Vail Chaves.

## Títulos
|            | Torneio Ricardo Teixeira        | 1       | 1993                                       |  |  |  |  |
| ESTADUAIS  |                                 |         |                                            |  |  |  |  |
|            | Competição                      | Títulos | Temporadas                                 |  |  |  |  |
|            | 'Campeonato Paulista - Série A2 | 2       | 1985 e 1995                                |  |  |  |  |
|            | Troféu do Interior Paulista     | 2       | 1933, 2012                                 |  |  |  |  |
|            | Copa Paulista                   | 1       | 1992                                       |  |  |  |  |
| MUNICIPAIS |                                 |         |                                            |  |  |  |  |
|            | Competição                      | Títulos | Temporadas                                 |  |  |  |  |
|            | Torneio Mogi Mirim              | 1       | 1993                                       |  |  |  |  |
| TOTAL      |                                 |         |                                            |  |  |  |  |
|            | Competição                      | Títulos | Temporadas                                 |  |  |  |  |
|            | Títulos oficiais                | 5       | 1 Interestadual, 4 Estaduais e 1 Municipal |  |  |  |  |

### Categorias de base
- Campeonato Paulista de Futebol - Sub-20: 2006 e 2013

## Campanhas de destaque
| Mogi Mirim Esporte Clube        | Mogi Mirim Esporte Clube | Mogi Mirim Esporte Clube | Mogi Mirim Esporte Clube | Mogi Mirim Esporte Clube | Mogi Mirim Esporte Clube |
| Competição                      | Campeão                  | Vice-campeão             | Terceiro                 | Quarto                   | Melhor campanha          |
| ------------------------------- | ------------------------ | ------------------------ | ------------------------ | ------------------------ | ------------------------ |
| Campeonato Paulista – Série A1  | 0 (não possui)           | 0 (não possui)           | 0 (não possui)           | 1 (2013)                 | 4º colocado (2013)       |
| Campeonato Paulista – Série A2  | 2 (1985 e 1995)          | 0 (não possui)           | 0 (não possui)           | 2 (1982 e 2008)          | Campeão (1995)           |
| Campeonato Paulista – Série A3  | 0 (não possui)           | 0 (não possui)           | 0 (não possui)           | 0 (não possui)           | ?º colocado (1981)       |
| Campeonato Paulista – Série A4  | 0 (não possui)           | 0 (não possui)           | 0 (não possui)           | 0 (não possui)           | ?º colocado (1977)       |
| Campeonato Paulista do Interior | 2 (1933 e 2012)          | 1 (1951)                 | 0 (não possui)           | 0 (não possui)           | Campeão (2012)           |
| Copa Paulista                   | 1 (1992)                 | 0 (não possui)           | 2 (2007 e 2009)          | 0 (não possui)           | Campeão (1992)           |
| Campeonato Brasileiro – Série B | 0 (não possui)           | 0 (não possui)           | 1 (1995)                 | 0 (não possui)           | 3º colocado (1995)       |
| Campeonato Brasileiro – Série C | 0 (não possui)           | 1 (2001)                 | 1 (2014)                 | 0 (não possui)           | Vice-campeão (2001)      |
| Campeonato Brasileiro – Série D | 0 (não possui)           | 0 (não possui)           | 0 (não possui)           | 1 (2012)                 | 4º colocado (2012)       |

### Participações
|  | Participações em 2023 |

| Competição | Competição          | Temporadas | Melhor campanha       | Estreia | Última | A | R |
| São Paulo  | Campeonato Paulista | 29         | 4º colocado (2013)    | 1986    | 2016   |   | 3 |
| São Paulo  | Série A2            | 8          | Campeão (1985 e 1995) | 1982    | 2017   | 3 | 1 |
| São Paulo  | Série A3            | 13         | ?º colocado (1981)    | 1954    | 2018   | 1 | 1 |
| São Paulo  | Série A4            | 2          | ?º colocado (1977)    | 1977    | 2023   | – | 1 |
| São Paulo  | Copa Paulista       | 6          | Campeão (1992)        | 1992    | 2010   |   |   |
| Brasil     | Série B             | 9          | 3º colocado (1995)    | 1989    | 2015   | – | 3 |
| Brasil     | Série C             | 10         | Vice-campeão (2001)   | 1988    | 2017   | 2 | 1 |
| Brasil     | Série D             | 2          | 4º colocado (2012)    | 2012    | 2018   | 1 |   |